# Коноган
Коноган (Conogan, VI век) — святой, настоятель монастыря и второй епископ Кемпера. День памяти — 16 октября.

## Биография
Святой Коноган прибыл в Бретань из Уэльса, вероятно, в составе группы товарищей святого Павла Аврелиана. Он основал монастырь неподалёку от Ландерно (Landerneau), на берегах Элорна (Élorn), в Бюзи-Коноган (Beuzit-Conogan). Предание гласит, что он пребывал под окормлением св. Гвеноле (Gwénolé), отчего его почитание особо распространено в Ландевеннеке (Landévennec).
Из-за своего влияния он стал вторым или третьим епископом Корнуайским. В 461 году он принял участие в соборе в Туре под именем Венеканд (Venecandus), а в 468 году — в соборе в Ванне под именем Альбин (Albinus).
Зарекомендовавший себя целителем, он собирал толпы. Часовня святого Коногана и одноименное кладбище на окраине Кемпера, район зеленой мельницы (quartier du Moulin Vert), напоминают место, где он являл свои дары, особенно для облегчения лихорадки.

## Почитание
Св. Коноган — покровитель храма в прежнем приходе Бюзи-Сен-Коноган (Beuzit-Saint-Conogan). Часовни, освящённые в его честь, имеются в селениях Бёзек-Кап-Сизён (Beuzec-Cap-Sizun) и Пенхарс (Penhars). Часовни в селениях Болазек (Bolazec), Пломлен (Plomelin) и Спезе (Spézet) утрачены.

## Галерея
- Лодка святого Коногана, Бёзек-Кап-Сизён.
- Бёзек-Кап-Сизён: часовня святого Коногана, внешний вид.
- Храм святого Коногана, Ланвенежан.